# Liste du patrimoine culturel immatériel de l'humanité en Chine
Cet article recense les pratiques inscrites au patrimoine culturel immatériel en Chine.

## Statistiques
La Chine ratifie la convention pour la sauvegarde du patrimoine culturel immatériel le 2 décembre 2004. La première pratique protégée est inscrite en 2008.
En 2024, la Chine compte 44 éléments inscrits au patrimoine culturel immatériel, 39 sur la liste représentative, 4 sur la liste du patrimoine immatériel nécessitant une sauvegarde urgente et 1 sur le registre des meilleures pratiques de sauvegarde.

## Listes

### Liste représentative
Les éléments suivants sont inscrits sur la liste représentative du patrimoine culturel immatériel de l'humanité :
| Élément | Type | Subdivision                 | Année | Lien  | Notes                                                                                            | Illus. |
| --- | --- | --------------------------- | ----- | ----- | ------------------------------------------------------------------------------------------------ | ------ |
| L'Urtiin Duu, chants longs traditionnels populaires | pratiques sociales, rituels et événements festifs arts du spectacle                                            | Mongolie-Intérieure         | 2008  | 00115 | Partagé avec la Mongolie                                                                         |        |
| Le muqam ouïgour du Xinjiang | arts du spectacle                                                                                              | Xinjiang                    | 2008  | 00109 |                                                                                                  |        |
| Le Guqin et sa musique | arts du spectacle                                                                                              |                             | 2008  | 00061 |                                                                                                  |        |
| L'opéra Kun Qu | arts du spectacle                                                                                              | Jiangsu                     | 2008  | 00004 |                                                                                                  |        |
| La technique de la xylogravure chinoise | savoir-faire liés à l’artisanat traditionnel                                                                   |                             | 2009  | 00229 |                                                                                                  |        |
| Le culte et les rituels de Mazu | pratiques sociales, rituels et événements festifs                                                              | Fujian, Guangdong, Zhejiang | 2009  | 00227 |                                                                                                  |        |
| Le festival du Bateau-Dragon | pratiques sociales, rituels et événements festifs                                                              |                             | 2009  | 00225 |                                                                                                  |        |
| Les savoir-faire liés à l’architecture traditionnelle chinoise pour les structures à ossature en bois                                                                        | savoir-faire liés à l’artisanat traditionnel                                                                   |                             | 2009  | 00223 |                                                                                                  |        |
| Le découpage de papier chinois | savoir-faire liés à l’artisanat traditionnel                                                                   |                             | 2009  | 00219 |                                                                                                  |        |
| L'art de la gravure de sceaux chinois | savoir-faire liés à l’artisanat traditionnel                                                                   |                             | 2009  | 00217 |                                                                                                  |        |
| La calligraphie chinoise | savoir-faire liés à l’artisanat traditionnel                                                                   |                             | 2009  | 00216 |                                                                                                  |        |
| La danse des fermiers du groupe ethnique coréen en Chine | arts du spectacle                                                                                              | Jilin                       | 2009  | 00213 |                                                                                                  |        |
| Le Hua'er | arts du spectacle                                                                                              | Gansu et Qinghai            | 2009  | 00211 |                                                                                                  |        |
| L'art mongol du chant Khoomei | arts du spectacle                                                                                              | Mongolie-Intérieure         | 2009  | 00210 |                                                                                                  |        |
| Le Manas | traditions et expressions orales                                                                               | Xinjiang                    | 2009  | 00209 |                                                                                                  |        |
| L'opéra tibétain | arts du spectacle                                                                                              | Tibet                       | 2009  | 00208 |                                                                                                  |        |
| Les arts Regong | savoir-faire liés à l’artisanat traditionnel                                                                   | Qinghai                     | 2009  | 00207 |                                                                                                  |        |
| La technique de cuisson traditionnelle du céladon de Longquan | savoir-faire liés à l’artisanat traditionnel                                                                   | Longquan                    | 2009  | 00205 |                                                                                                  |        |
| La tradition épique du Gesar | traditions et expressions orales                                                                               | Longquan                    | 2009  | 00204 |                                                                                                  |        |
| L'opéra Yueju | arts du spectacle                                                                                              | Guangdong et Guangxi        | 2009  | 00203 |                                                                                                  |        |
| Les techniques artisanales traditionnelles de fabrication du papier Xuan | savoir-faire liés à l’artisanat traditionnel                                                                   | Anhui                       | 2009  | 00201 |                                                                                                  |        |
| L'artisanat du brocart Yunjin de Nanjing | savoir-faire liés à l’artisanat traditionnel                                                                   | Nanjing                     | 2009  | 00200 |                                                                                                  |        |
| Le Nanyin | arts du spectacle                                                                                              | Fujian                      | 2009  | 00199 |                                                                                                  |        |
| La sériciculture et l’artisanat de la soie en Chine | savoir-faire liés à l’artisanat traditionnel                                                                   | Jiangsu, Sichuan, Zhejiang  | 2009  | 00197 |                                                                                                  |        |
| L'ensemble d'instruments à vent et à percussion de Xi'an | arts du spectacle                                                                                              | Xi'an                       | 2009  | 00212 |                                                                                                  |        |
| Le grand chant du groupe ethnique Dong | arts du spectacle                                                                                              | Guizhou                     | 2009  | 00202 |                                                                                                  |        |
| L'acupuncture et la moxibustion de la médecine traditionnelle chinoise | connaissances et pratiques concernant la nature et l’univers                                                   |                             | 2010  | 00425 |                                                                                                  |        |
| L'opéra de Pékin | arts du spectacle                                                                                              | Pékin                       | 2010  | 00418 |                                                                                                  |        |
| Le théâtre d'ombres chinoises | arts du spectacle                                                                                              |                             | 2011  | 00421 |                                                                                                  |        |
| Le zhusuan chinois, connaissances et pratiques du calcul mathématique au boulier                                                                                             | connaissances et pratiques concernant la nature et l’univers                                                   |                             | 2013  | 00421 |                                                                                                  |        |
| Les vingt-quatre périodes solaires, la connaissance en Chine du temps et les pratiques développées à travers l’observation du mouvement annuel du soleil                     | connaissances et pratiques concernant la nature et l'univers                                                   |                             | 2016  | 00647 |                                                                                                  |        |
| Les bains médicinaux Lum de la Sowa Rigpa, connaissances et pratiques du peuple tibétain en Chine concernant la vie, la santé et la prévention et le traitement des maladies | connaissances et pratiques concernant la nature et l'univers                                                   | Tibet                       | 2018  | 01386 |                                                                                                  |        |
| La cérémonie Ong Chun/Wangchuan/Wangkang, les rituels et les pratiques associées pour entretenir le lien durable entre l'homme et l'océan                                    | pratiques sociales, rituels et événements festifs                                                              | Fujian                      | 2020  | 01608 | Partagé avec la Malaisie                                                                         |        |
| Le taijiquan | connaissances et pratiques concernant la nature et l’univers                                                   |                             | 2020  | 00424 |                                                                                                  |        |
| Les techniques traditionnelles de transformation du thé et les pratiques sociales associées en Chine                                                                         | connaissances et pratiques concernant la nature et l'univers pratiques sociales, rituels et événements festifs |                             | 2022  | 01884 |                                                                                                  |        |
| La conception et les pratiques traditionnelles de construction des ponts chinois de bois en arc                                                                              | savoir-faire liés à l'artisanat traditionnel                                                                   | Fujian et Zhejiang          | 2024  | 02156 | Inscrit sur la liste du patrimoine immatériel nécessitant une sauvegarde urgente de 2009 à 2024. |        |
| Le festival du Nouvel An des Qiang | pratiques sociales, rituels et événements festifs                                                              | Sichuan                     | 2024  | 02155 | Inscrit sur la liste du patrimoine immatériel nécessitant une sauvegarde urgente de 2009 à 2024. |        |
| Le festival du printemps, pratiques sociales du peuple chinois pour célébrer le Nouvel An traditionnel                                                                       | pratiques sociales, rituels et événements festifs                                                              |                             | 2024  | 02126 |                                                                                                  |        |
| Les techniques textiles traditionnelles des Li : filage, teinture, tissage et broderie                                                                                       | savoir-faire liés à l'artisanat traditionnel                                                                   | Hainan                      | 2024  | 02153 | Inscrit sur la liste du patrimoine immatériel nécessitant une sauvegarde urgente de 2009 à 2024. |        |

### Patrimoine immatériel nécessitant une sauvegarde urgente
La Chine compte 6 éléments listés sur la liste du patrimoine immatériel nécessitant une sauvegarde urgente :
| Élément                                                  | Type                                              | Subdivision  | Année | Lien  | Notes | Illus. |
| -------------------------------------------------------- | ------------------------------------------------- | ------------ | ----- | ----- | ----- | ------ |
| L'imprimerie chinoise à caractères mobiles en bois       | savoir-faire liés à l’artisanat traditionnel      | Zhejiang     | 2010  | 00322 |       |        |
| La technique des cloisons étanches des jonques chinoises | savoir-faire liés à l’artisanat traditionnel      | Fujian       | 2010  | 00321 |       |        |
| Le Meshrep                                               | pratiques sociales, rituels et événements festifs | Xinjiang     | 2010  | 00304 |       |        |
| Le Yimakan, les récits oraux des Hezhen                  | traditions et expressions orales                  | Heilongjiang | 2011  | 00530 |       |        |

### Registre des meilleures pratiques de sauvegarde
La Chine compte une pratique listée au registre des meilleures pratiques de sauvegarde :
| Élément                                                                        | Type              | Subdivision | Année | Lien  | Notes | Illus. |
| ------------------------------------------------------------------------------ | ----------------- | ----------- | ----- | ----- | ----- | ------ |
| La stratégie de formation des futures générations de marionnettistes du Fujian | arts du spectacle | Fujian      | 2012  | 00624 |       |        |